# Ambiani

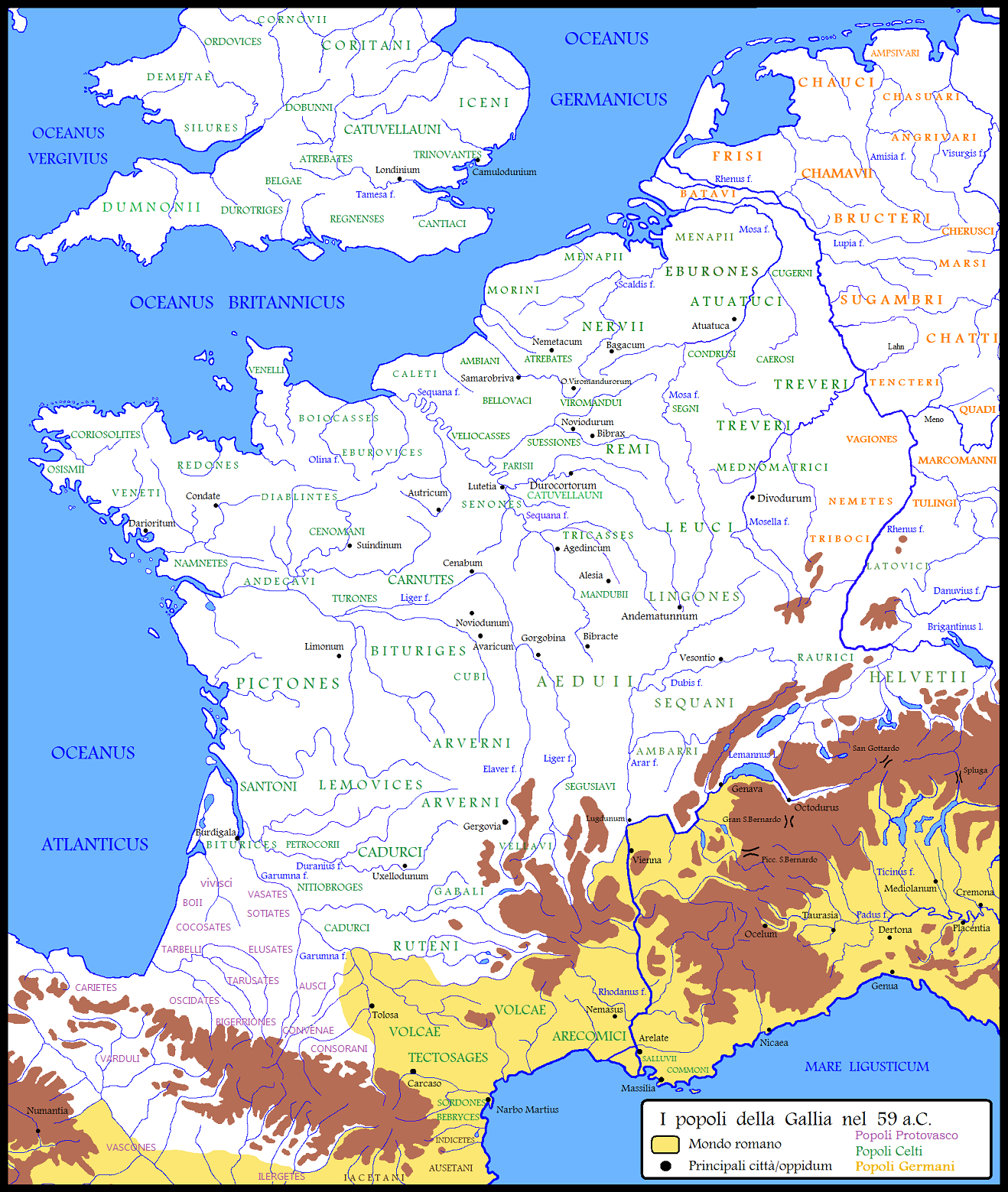
Tribù della Gallia

 Gli ambiani erano una popolazione celtica della Gallia Belgica che, secondo il De bello Gallico di Gaio Giulio Cesare, si oppose alle sue legione nel 57 a.C. con 10.000 uomini in armi. Alla fine furono sottomessi dal proconsole. Il loro territorio si estendeva nella valle del fiume Somme, mentre la loro capitale era Samarobriva (forse l'odierna Amiens). Parteciparono alla grande insurrezione anti-romana di cui parla Cesare nella sua opera. 